# Abüdoszi dinasztia
Az abüdoszi dinasztia egy feltételezett, rövid életű helyi dinasztia volt, amely Közép- és Felső-Egyiptom egyes részeit uralta az ókori egyiptomi történelem második átmeneti korában. A dinasztia egyidőben volt hatalmon a XV. és XVI. dinasztiával, körülbelül i. e. 1650 és 1600 között. Székhelye Abüdoszban vagy környékén volt, királyi nekropolisza talán „Anubisz hegye” lábánál, egy piramisra emlékeztető dombénál az Abüdosz környéki sivatagban, közel III. Szenuszert sziklába vájt sírjához.

## Vita a dinasztia létezése körül

### Bizonyítékok mellette

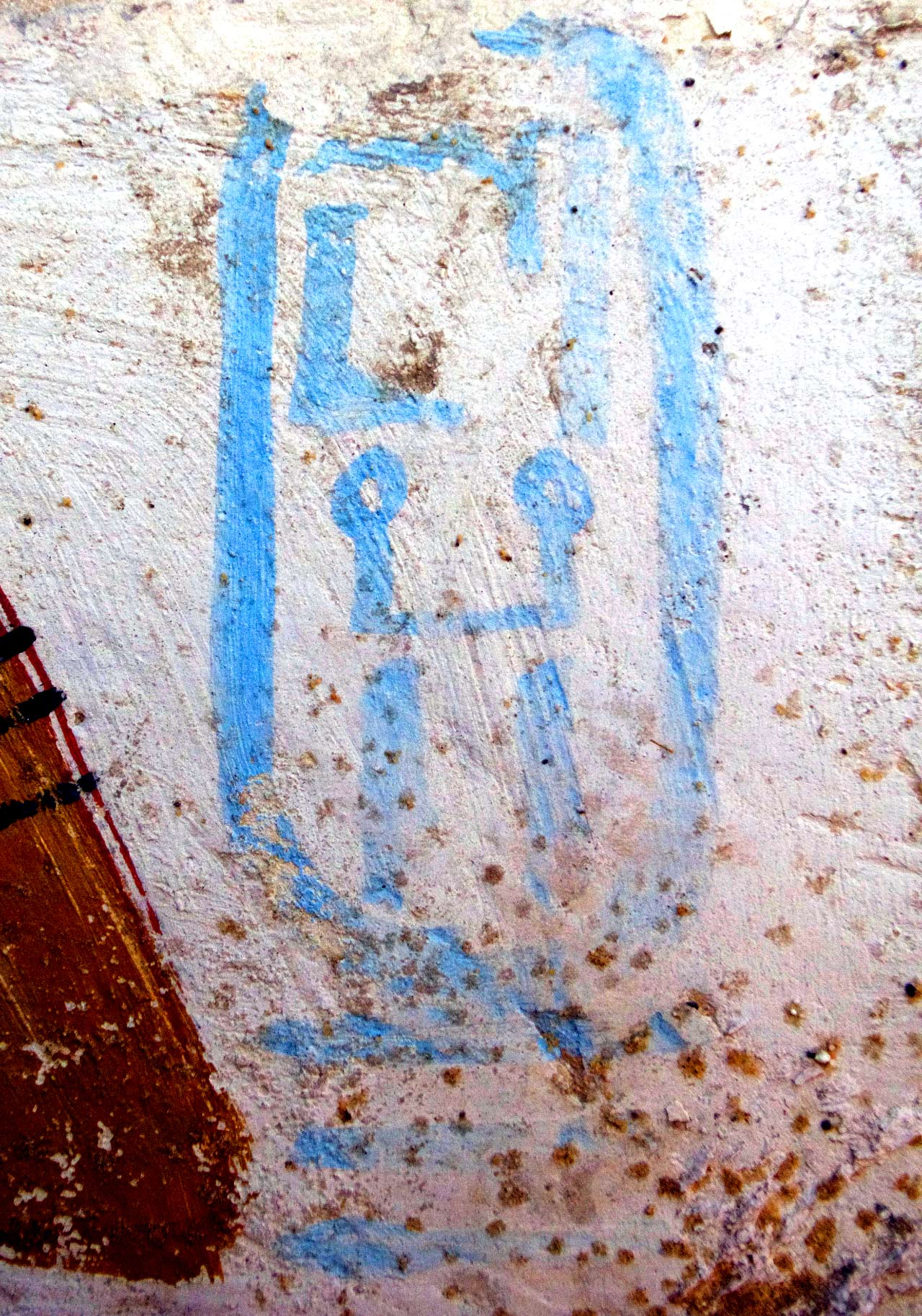
Uszeribré Szenebkai fáraó kártusa az uralkodó sírjában

Az abüdoszi dinasztia létezését először Detlef Franke vetette fel 1988-ban, majd Kim Ryholt fejtette ki bővebben 1997-ben. Ryholt megfigyelte, hogy a korszakban két ismert király, Upuautemszaf („Upuaut az ő védelmezője”) és Pantjeni („A thiniszi”) is Abüdoszhoz kötődő nevet viselt: Upuaut jelentős helyi istenség, Thinisz pedig fontos város volt Abüdosztól pár kilométerre északra. Emellett Upuautemszaf, Pantjeni és Szenaib, aki szintén ebből a korszakból ismert uralkodó, egy-egy Abüdoszban talált sztéléről ismert csak, ami alátámasztja, hogy ez a város volt hatalmi központjuk. Ryholt szerint az abüdoszi dinasztia létezése megmagyarázna 16 bejegyzést a torinói királylistán, a XVI. dinasztia királyait soroló rész végén. Az abüdoszi dinasztia a XIII. dinasztia bukása utáni időszakban kerülhetett hatalomra, és addig uralkodott, míg a Memphiszt elfoglaló hükszoszok meg nem kezdték terjeszkedésüket délre, Théba felé.
A dinasztia létére további jelentős bizonyíték került elő 2014 januárjában, amikor egy korábban ismeretlen uralkodó, Szenebkai sírját megtalálták Abüdosz déli részén, egy, az ókorban Anubisz hegye néven ismert részen. Ha Szenebkai valóban az abüdoszi dinasztiához tartozik, sírja jelentheti azt, hogy itt volt a dinasztia királyi nekropolisza, a középbirodalom királysírjainak közvetlen közelében. Az azóta folyt ásatások során nyolc olyan második átmeneti kori, névtelen királyi sír került elő, amely méretében és stílusában Szenebkai sírjára hasonlít, valamint két sír, talán piramis, melyek a XIII. dinasztia közepére datálhatóak, az S9 és az S10, melyek talán I. Noferhotep és fivére, IV. Szobekhotep sírja.

### Bizonyíték ellene
Az abüdoszi dinasztia létét nem minden tudós fogadja el. Marcel Marėe például felhívja a figyelmet arra, hogy az az Abüdoszban működő műhely, amely az abüdoszi dinasztiához sorolt Pantjeni és Upuautemszaf számára is készített sztéléket, nagy valószínűséggel a XVII. dinasztiához sorolt Rahotep fáraó sztéléjét is alkotta. Így amennyiben az abüdoszi dinasztia létezett, ez a műhely két rivális uralkodóház számára készített sztéléket, ami szerinte igencsak valószínűtlen. Egyelőre azonban tisztázatlan, hogy ez a két dinasztia valóban egy időben volt-e hatalmon; Ryholtnak a második átmeneti korról alkotott kronológiája szerint körülbelül húsz év választja el őket.
Alexander Ilin-Tomich azzal érvel az abüdoszi dinasztia létezése mellett Szenebkai sírjára alapozott érvelés ellen, hogy egyes középbirodalmi uralkodók, például III. Szenuszert és IV. Szobekhotep sírja szintén Abüdoszban volt, mégsem sorolja senki ezeket az uralkodókat egy Abüdosz székhelyű dinasztiába. Azt is felveti, hogy Szenebkai talán a thébai székhelyű XVI. dinasztia tagja lehetett.

## Területe

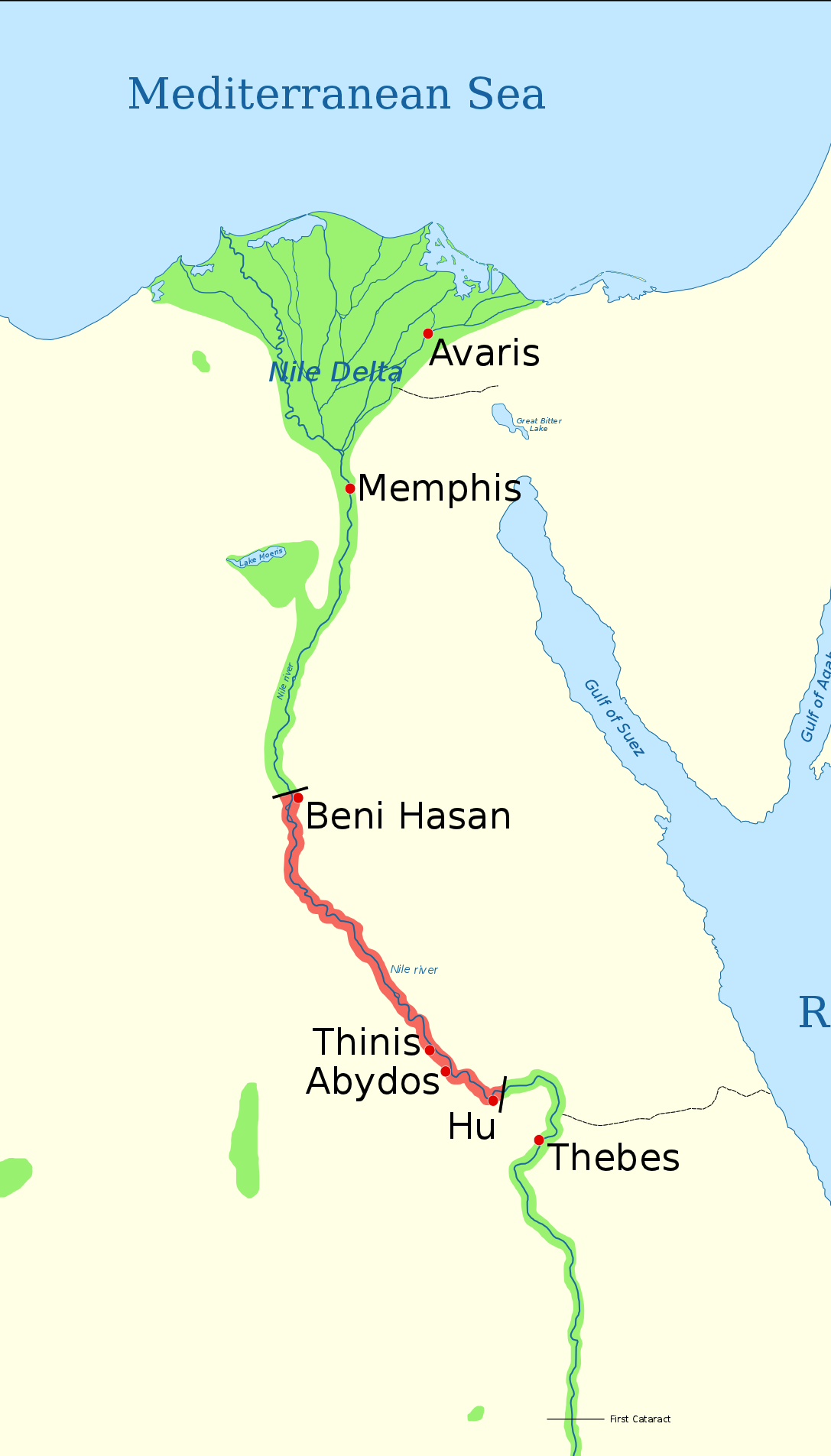
Vörössel a terület, melyre a dinasztia hatalma kiterjedhetett

Amennyiben az abüdoszi dinasztia valóban létezett, székhelye valószínűséggel Abüdosz vagy Thinisz volt. Egy talán Upuautemszafot említő graffito, melyet Karl Richard Lepsius fedezett fel a XII. dinasztia idején élt Amenemhat nomoszkormányzó sírjában Beni Hasszánban, Abüdosztól úgy 250 km-re északra. Amennyiben ez a felirat valóban Upuautemszafot említi, és ő valóban az abüdoszi dinasztiához tartozott, úgy területük északon akár idáig is kiterjedhetett. Mivel a dinasztia egyidőben uralkodott a XVI. dinasztiával, az abüdosziak uralma alatt lévő terület dél felé nem terjedhetett tovább, mint Hu városa, ami Abüdosztól 50 km-re délre feküdt.

## Uralkodói
Kim Ryholt a torinói királylistán szereplő uralkodók közül a következő tizenhatot tartja az abüdoszi dinasztiához tartozónak:
| Uralkodói név          | Neve a torinói királylistán | Transzliteráció |
| ---------------------- | --------------------------- | --------------- |
| Uszer[…]ré             | 11. oszlop 16. sor          | wsr-[…]-rˁ      |
| Uszer[…]ré             | 11. oszlop 17. sor          | wsr-[...]-rˁ    |
| Nyolc név elveszett    | 11. oszlop 18–25. sor       |                 |
| […]hebré               | 11. oszlop 26. sor          | […]-hb-[rˁ]     |
| Három név elveszett    | 11. oszlop 27–29. sor       |                 |
| […]hebré (bizonytalan) | 11. oszlop 30. sor          | […]-ḥb-[rˁ]     |
| […]webenré             | 11. oszlop 31. sor          | […]-wbn-[rˁ]    |

A fenti uralkodók némelyike talán azonosítható azzal a négy ismert uralkodóval, aki talán az abüdoszi dinasztiához sorolható. Az alábbi királyok uralkodási sorrendje ismeretlen.
| Név                            | Kép | Megjegyzés                                                        |
| ------------------------------ | --- | ----------------------------------------------------------------- |
| Szehemré-noferhau Upuautemszaf |     | Lehet, hogy a XVI. dinasztia végéhez sorolható.                   |
| Szehemré-hutaui Pantjeni       |     | Lehet, hogy a XVI. dinasztia végéhez sorolható.                   |
| Menhauré Szenaib               |     | Lehet, hogy a XIII. dinasztia végéhez sorolható.                  |
| Uszeribré Szenebkai            |     | Talán azonos a torinói királylistán szereplő egyik Uszer[…]rével. |

## Fordítás
- Ez a szócikk részben vagy egészben  az   Abydos Dynasty című angol Wikipédia-szócikk ezen változatának fordításán alapul.  Az eredeti cikk szerkesztőit annak laptörténete sorolja fel. Ez a jelzés csupán a megfogalmazás eredetét és a szerzői jogokat jelzi, nem szolgál a cikkben szereplő információk forrásmegjelöléseként.